# Lemur červenavý
Lemur červenavý (Eulemur rufus) stejně jako ostatní druhy lemurů, se vyskytuje pouze na ostrově Madagaskar a to na jeho západě.

## Popis
Lemur červenavý patří do řádu primátů, podřádu poloopice, konkrétně čeledi denních lemurů (Lemuridae). Dosahuje velikosti 40 cm, přičemž ocas má dalších 55 cm. Živí se plody, listy, větvičkami, kůrou a občas hmyzem. Samec má čelo oranžově červené, samička spíše namodralé. Samice je březí 120 dní, rodí jedno až dvě mláďata. Podle rudé čelenky se rozezná sameček již po narození.